# Yekta Kurtuluş
Yekta Kurtuluş, né le 11 décembre 1985 à Izmir, est un footballeur international turc évoluant au poste de milieu relayeur à l'Altay SK.

## Biographie

### Izmirspor (2004-2007)
Il réalise ses débuts professionnels en 2004 à İzmirspor, son club formateur, qui est également le club de sa ville natale. Il y joue 72 matchs et marque 6 buts. Il est transféré au Kasımpaşa SK en 2007. Il quitte alors sa ville d'Izmir pour la grande ville d'Istanbul.

### Kasımpaşa SK (2007-2011)
Pour sa première saison avec le Kasımpaşa SK, il dispute 16 matchs. Il commence à jouer régulièrement et réussit à maintenir son équipe en Süper Lig lors de la saison 2009-2010. Il se voit même sélectionné en équipe nationale pour un match amical contre les Pays-Bas (défaite 1-0).

### Galatasaray (2011-2015)
En 2011, il est transféré à Galatasaray pour un montant de 3,75 M€. Yekta choisit alors le numéro 35, qui est la plaque immatriculation d'Izmir, sa ville natale[réf. nécessaire]. Il dispute son premier match avec Galatasaray contre Sivasspor. En novembre 2011, il se blesse gravement contre le club de Kayserispor, ce qui met un terme à sa saison. Il recommence à jouer au début de la saison 2012-2013.

## Palmarès
- Galatasaray SK
  - Champion de Turquie en 2012, 2013 et 2015
  - Vainqueur de la Coupe de Turquie en 2014 (en) et 2015 (en)
  - Vainqueur de la Supercoupe de Turquie en 2012 (en), 2013 (en) et 2015 (en)